# Fahd al-Ahmad al-Yaber al-Sabah
El jeque Fahd al-Ahmad al-Yaber al-Sabāh (Ciudad de Kuwait, 10 de agosto de 1945 - Ciudad de Kuwait, 2 de agosto de 1990), fue un miembro de la monárquica Casa de Sabah, siendo el noveno hijo del que fue emir de Kuwait, Ahmad al-Yaber al-Sabah. Fue militar y dirigente deportivo. Murió asesinado una semana antes de cumplir los 45 años durante la invasión iraquí de Kuwait, que dio comienzo a la guerra del Golfo.

## Militar
Se unió al ejército de Kuwait el 22 de abril de 1963. Luchó en la guerra de los Seis Días contra Israel, en un frente en Egipto, en 1967. En 1968 fue ascendido a teniente de la Guardia del Emir.

## Dirigente deportivo
- Presidente del Comité Olímpico de Kuwait desde 1974 hasta 1985, reelegido en 1989.
- Presidente de la Federación de Fútbol de Kuwait en 1978, reelegido de nuevo en 1987.
- Presidente de la Federación de Baloncesto de Kuwait en 1974-1977.
- Presidente del Al Casidia desde 1969 hasta 1979.
- Presidente de la Federación Asiática de Balonmano.
- Presidente del Consejo Olímpico de Asia.
- Vicepresidente de la Federación Internacional de Balonmano.
- Miembro del Comité Olímpico Internacional.

Y una larga lista de direcciones y afiliaciones deportivas.

### Gol anulado en el Mundial de fútbol de 1982
El jeque protagonizó una surrealista escena durante la Copa Mundial de Fútbol de 1982 en España. En el partido del 21 de junio que enfrentaba en el Estadio José Zorrilla (Valladolid) a las selecciones de Francia y Kuwait, se escuchó un pitido desde la grada en una jugada legal que suponía el 4-1 para Francia. En aquel momento bajó el jeque al terreno de juego y reclamó al árbitro la anulación del gol, argumentando que los jugadores de su país se habían confundido por el silbato de la tribuna. Tras una discusión de 10 minutos, el árbitro soviético Miroslav Stupar, no solo acabó anulando el gol legal, sino que expulsó del terreno al entrenador francés Michel Hidalgo, a raíz de sus protestas contra el fallo. El árbitro soviético sería suspendido a perpetuidad.

## Vida personal y muerte
Estuvo casado con la jequesa Yusef al-Sabah y tuvo 5 hijos y 1 hija, Ahmed, Talal, Athbi, Jalid, Dhari y Bibi.
El 2 de agosto de 1990, pocos días antes de cumplir los 45 años, Kuwait sufrió una invasión militar por parte de Irak. Cuando las tropas terrestres penetraron en la capital, se dirigieron al palacio Dasman, por entonces residencia oficial del emir, que había huido. El jeque Fahd se encontraba en el palacio cuando llegaron las tropas irakíes. Le acompañaba la Guardia del Emir, y se protagonizó una intensa batalla en la que el jeque fue asesinado, y su cadáver fue colocado delante de un tanque y atropellado.